# آبشار ویک
آبشار ویک (به انگلیسی: Weeks Falls) آبشاری است که در شهرستان کینگ، واشینگتن واقع شده و ارتفاع کلی ریزشگاه آن ۶۰ پا است.